# Ephemera guttulata
Ephemera guttulata is een haft uit de familie Ephemeridae. De wetenschappelijke naam van de soort is voor het eerst geldig gepubliceerd in 1843 door Pictet.
De soort komt voor in het Nearctisch gebied.